# Polygonia extincta
Polygonia extincta är en fjärilsart som beskrevs av Hans Rebel 1923. Polygonia extincta ingår i släktet Polygonia och familjen praktfjärilar. Inga underarter finns listade i Catalogue of Life.